# Hanon Reznikov

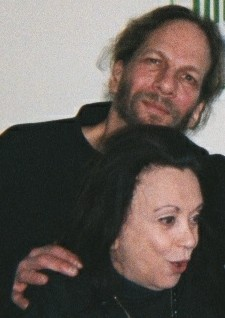
Hanon Reznikov & Judith Malina

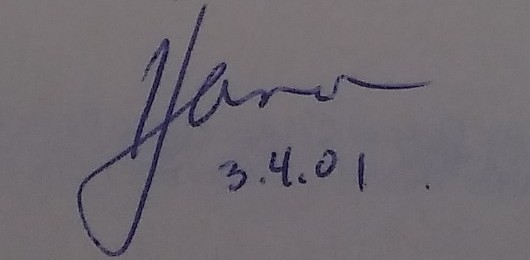
Signatur

Hanon Reznikov (geboren als Howard Reznik, * 23. September 1950 in Brooklyn, New York; † 3. Mai 2008 in New York City) war ein amerikanischer Theater- und Film-Schauspieler, Autor, Regisseur und Co-Direktor des The Living Theatre in New York City (mit Judith Malina) seit dem Tod von Julian Beck 1985. Seit 1988 war er mit Judith Malina verheiratet.
Sein erster Kontakt mit dem Living Theatre war 1968, als er eine Vorstellung in New Yorks Lower East Side sah. Zu dieser Zeit studierte er Biophysik an der Yale University. Er schloss sich 1977 der Gruppe an und schrieb und inszenierte viele Living Theatre Produktionen, einschließlich Anarchia, And Then The Heavens Closed, The Body of God, Capital Changes, Clearing The Streets, Code Orange Cantata, A Dream Of Water, Enigmas, The Rules of Civility, Utopia, and The Zero Method, viele davon wurden von der Gruppe auch in Deutschland gespielt, zuletzt war sie noch im Frühjahr 2008 hier auf Tour.
Am 13. April 2008 erlitt er einen Gehirnschlag, gefolgt von einer Lungenentzündung, und lag in einem klinischen Koma, damit seine Atmung unterstützt wurde. Er starb am 3. Mai 2008 im Alter von 57 Jahren.
Das Living Theatre bezog wieder ein festes Theater in New York, nachdem die Gruppe an allen wichtigen Schauplätzen der friedenspolitischen und globalisierungskritischen Bewegung unterwegs gewesen war und mit großen Straßenshows wie kleinen Workshops die Stimmen der schweigenden Mehrheit zum Ausdruck gebracht hatte.
Die Wirkung in Deutschland ist vor allem an der Berliner Compagnie zu sehen, aber auch in den Auswirkungen auf viele Theaterfestivals.